# Matisse (字体)
Matisse是Fontworks公司發佈的一款字體，風格屬於宋體，有極沉重的頓筆。它於1992年首次作為麥金塔的 PostScript字體出現，當時是日本DTP的早期階段，並於2002年作為OpenType字體發佈。漢字由香港設計師Francis Chow設計。拉丁字母、阿拉伯数字和標點符號由香港設計師陳桂明設計，假名則由日本設計師佐藤俊泰設計。
該字體出現在電視動畫《新世紀福音戰士》中，副標題部分採用了粗重的 Matisse-EB 作為官方字體，因此該字體坊間也稱為「EVA字體」，常用於渲染壓抑、有衝擊力的效果。此外，Fontworks 將 Matisse-EB 作為「福音戰士官方字體」授權使用，並限於個人用途（亦可商業使用）進行銷售，但於 2020 年 7 月停止銷售。自 2022 年 1 月起，Matisse-EB 通過「mojimo-EVA」以訂閱制的方式提供授權。

## 版本
- Matisse-L（1997年）
- Matisse-M（1992年）
- Matisse-DB（1992年）
- Matisse-B（1992年）
- Matisse-EB（1994年）
- Matisse-UB（1994年）[4]